# Nicola Grimaldi
Nicola Grimaldi (19. července 1768 Treia – 12. ledna 1845 Řím) byl italský kardinál.

## Kariéra
Studoval pět let na koleji ve Frascati a na Pontificia Accademia Ecclesiastica, určené pro papežské diplomaty. Kardinálem byl zvolen 20. ledna 1834 a stal se jáhnem San Nicola in Carcere Tulliano. V letech 1836 až 1838 vykonával funkci legáta ve Forlì.
Je pochován v římském kostele San Salvatore in Lauro.